# Sady Bratří Čapků
Sady Bratří Čapků jsou park v Praze 2 na Vinohradech, až do roku 2016 součást Bezručových sadů. Leží mezi ulicemi Korunní (na severu), U Vodárny (na východě), Slovenská (na jihu) a Kladská (na západě).

## Historie a popis
Sady, pojmenované po básníkovi Petru Bezručovi v roce 1928, se před rokem 2016 rozkládaly na území dvou pražských částí, Prahy 2 a Prahy 10. Část patřící do správy Prahy 2 se v roce 2016 oddělila a dostala název, připomínající malíře a spisovatele Josefa Čapka a jeho mladšího bratra, spisovatele Karla Čapka. Část patřící Praze 10 si ponechala název Bezručovy sady.
V blízkosti sadů je věž Vinohradské vodárny, budova vinohradského Husova sboru a Základní škola Kladská. Park je rozdělen Dykovou ulicí, severní část nad ní je rovinatá, s lavičkami a vodním prvkem, jižnější část se od Dykovy ulice svažuje a je v ní restaurace se zahrádkou (Kafárna Na kus řeči, původně v roce 1956 postavená jako mateřská školka).